# 5インチ FFAR

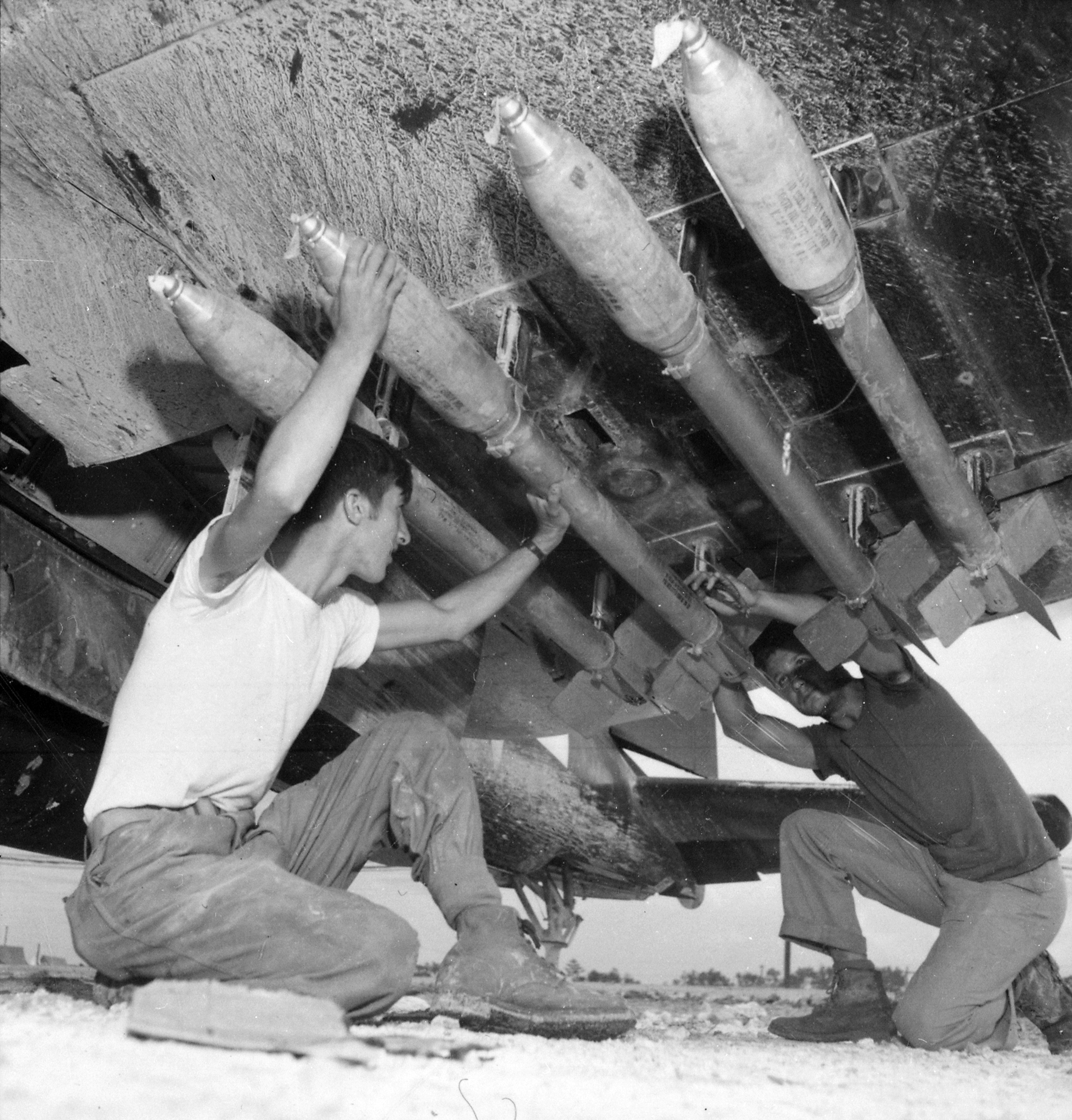
F4Uに取り付け作業中の5インチ FFAR

5インチ FFAR（5-inch Forward Firing Aircraft Rocket、5インチ前方発射航空ロケット弾）は、アメリカ合衆国が第二次世界大戦中に開発したロケット弾であり、航空機から発射して対地・対艦攻撃に用いられた。

## 開発と運用の歴史
5インチ FFARの前身は、1943年6月よりアメリカ海軍によって開発された3.5インチ FFARである。これは直径3.5インチ（約8.9cm）で炸薬無しの非炸裂弾頭を備え、空中発射ASW（対潜水艦戦）ロケット弾として船体を穿刺・破壊するために用いられた。
このロケット弾は対地・対艦任務にも十分な命中精度を持っていたが、これらの任務には炸薬を用いた弾頭が必須であり、ロケット弾の直径が小さいため封入可能な炸薬の量が制限され爆発威力の不足が懸念された。したがってMk35 5インチ対空砲弾がこのロケットに取り付けられ、これにより5インチ FFARが作成された。こちらの実戦配備は1943年12月のことである。しかし、重量が増加したことにより速度がわずか時速780km(秒速216.6m)程度と性能は芳しくなかった。この欠点を修正するためにHVARが開発された。
5インチ FFARを運用した航空機のリスト：
- SBD ドーントレス - 艦上急降下爆撃機
- F4U コルセア - 艦上戦闘機

## 性能諸元
- 種類：　空対地ロケット弾
- 開発国：　アメリカ合衆国
- 運用国：　アメリカ海軍・アメリカ海兵隊
- 生産期間： 1943 - 1945年
- 重量：　80ポンド（36kg）
- 長さ：　全長5フィート5インチ（1.65m）
- 直径：　弾頭部5インチ（127mm）、ロケットモーター部3.5インチ（89mm）
- 弾頭：　榴弾（High Explosive）
- 弾頭重量：　45ポンド（20kg）
- エンジン：　カリフォルニア工科大学 固体燃料ロケット 2,300lbf（10.4kN）
- 射程：　1マイル（1.6km）
- 飛翔速度：　485マイル毎時（781km/h）
- 誘導装置：　無し